# Жутарица
Жутарица (лат. Serinus serinus), је најмања врста из породице зеба Fringillidae и блиско је сродна дивљем канаринцу (Serinus canaria). Његова исхрана се углавном састоји од комбинације пупољака и семења.

## Таксономија
Жутарицу је описао Карл фон Лине 1766. године у 12. издању своје „Systema Naturae“ под биномним називом Fringilla serinus. Латинска реч serinus потиче од француске речи serin за канаринца. Француска реч може бити кварење латинске речи citrinus која значи „боје лимуна“.

## Опис
Жутарица је мала птица кратког репа, величине 11–12 цм дужине. Горњи делови су тамно пругасти, сивкастозелени, са жутом сапницом. Жуте груди и бели стомак су такође јако пругасти. Мужјак има светлије жуто лице и груди, жуте пруге на крилима и жуте бочне стране репа. Песма ове птице је зујање, веома познато у медитеранским земљама.
Гнезди се широм јужне и централне Европе и северне Африке . Популације на јужној и атлантској обали су углавном сталне, али северне популације мигрирају даље на југ у Европи током зиме. Отворене шуме и обрадиве површине, често са нешто четинара, су омиљене за гнежђење. Гнездо гради у жбуну или дрвету, полажући 3-5 јаја. Формира јата ван сезоне гнежђења, понекад помешана са другим зебама.
Храна је углавном семење, а током сезоне гнежђења инсекти. Ова мала жутарица је активна и често упадљива птица.
- Мужјак жутарице
- Видео
- Видео са карактеристичним оглашавањем